# Senotainia iranica
Senotainia iranica är en tvåvingeart som beskrevs av Boris Borisovitsch Rohdendorf 1961. Senotainia iranica ingår i släktet Senotainia och familjen köttflugor.
Artens utbredningsområde är Iran. Inga underarter finns listade i Catalogue of Life.